# كورانا لونجين زانزي
كورانا لونجين زانزي (بالكرواتية: Korana Longin-Zanze) مواليد 13 يونيو 1973 في زادار، جمهورية يوغوسلافيا الاشتراكية الاتحادية، هي لاعبة كرة سلة كرواتية. بدأت مسيرتها الاحترافية في سنة 1988. اعتزلت اللعب في 2009.

## المسيرة الاحترافية
لعبت مع نادي شيبينيك لكرة السلة للسيدات من سنة 1988 إلى 1991، ثم لعبت مع نادي شيبينيك لكرة السلة للسيدات من سنة 1996 إلى 1998، ثم لعبت مع نادي غلطة سراي لكرة السلة للسيدات في موسم 1998–1999، ثم لعبت مع نادي فنربخشة لكرة السلة للسيدات من سنة 2003 إلى 2006، ثم لعبت مع نادي بشكتاش لكرة السلة للسيدات من سنة 2007 إلى 2009.

## روابط خارجية
- كورانا لونجين زانزي على موقع الاتحاد الدولي لكرة السلة (الإنجليزية)
- كورانا لونجين زانزي على موقع كرة السلة الأوروبية.كوم (الإنجليزية)